# Humbrechthof
Der  Humbrechthof, auch Hof zum Humbrecht genannt, war das Gebäude, in welchem Johannes Gutenberg (15. Jahrhundert) seine Technik des Buchdrucks mit beweglichen Metall-Lettern entwickelte und seine erste Druckerei einrichtete. Er lag in der Mainzer Altstadt. Heute stehen auf dem Gelände etwa die Häuser Schusterstraße 22 und 24.

## Geschichte

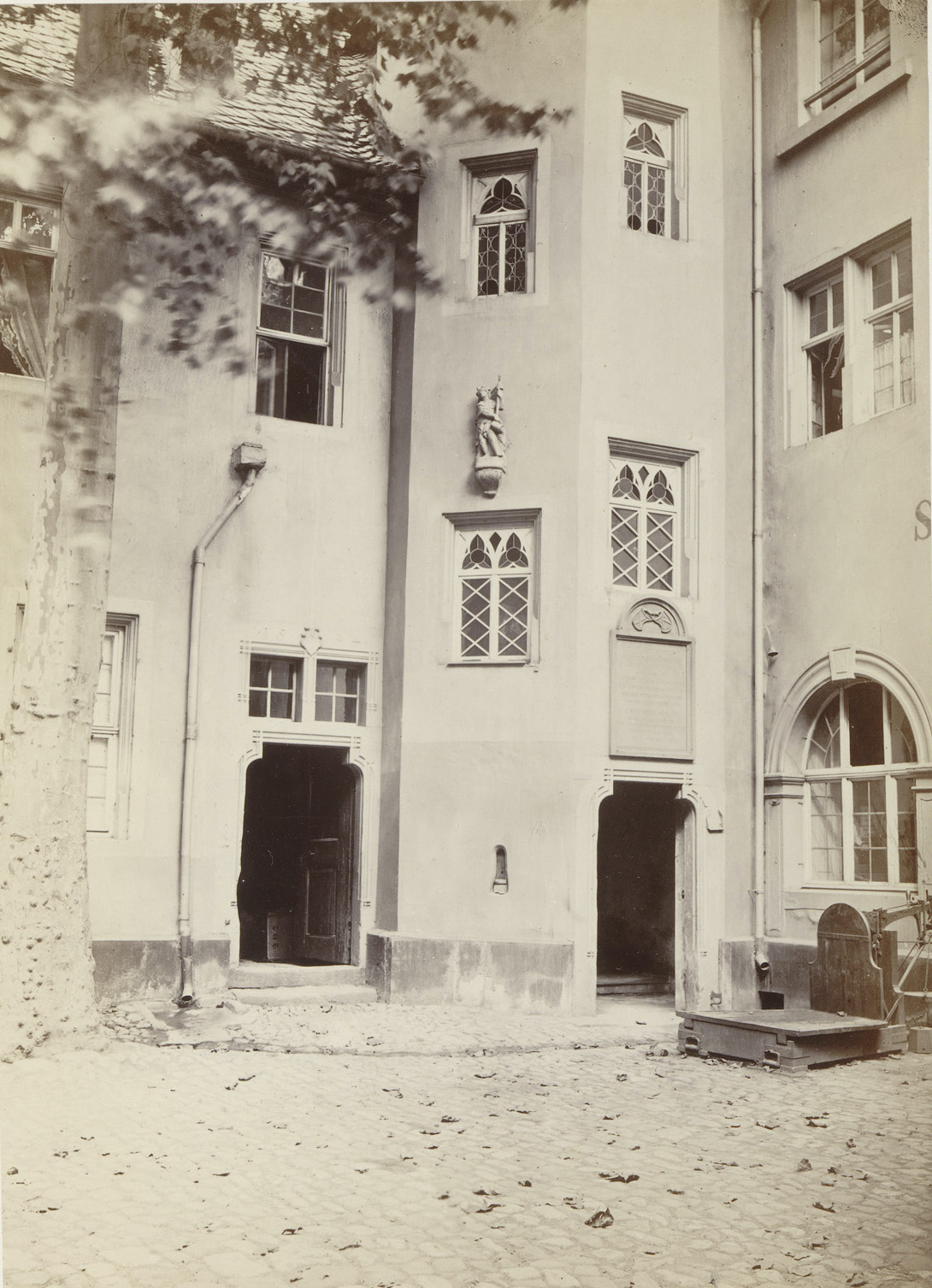
Hof zum Humbrecht, Aufnahme von ca. 1850 – 1865

Im Humbrechthof richteten Gutenberg und Johannes Fust gegen 1450 der Mainzer Überlieferung nach ihre Druckerei ein, in der unter anderem die Gutenbergbibel entstand.
1455 kehrte Gutenberg nach einem verlorenen Rechtsstreit mit Fust um Rückzahlung eines gewährten Darlehens zurück in sein Vaterhaus, wo er seinen Druckereibetrieb weiterführte.
Etwa 1470/71 erwarb der Kalligraph und Schwiegersohn von Fust Peter Schöffer den Hof zum Humbrecht, der später Schöfferhof genannt wurde.
Von 1489 bis zu seinem Tode 1503 war Peter Schöffer Richter in Mainz. Mit Ehefrau Christina Fust hatte Peter Schöffer vier Söhne, von denen Johann die Mainzer Werkstatt des Vaters übernahm.
Das Gebäude wurde seit 1481 als Druckhaus bezeichnet und beherbergte damals die Werkstatt von Schöffer.

## Gegenwart

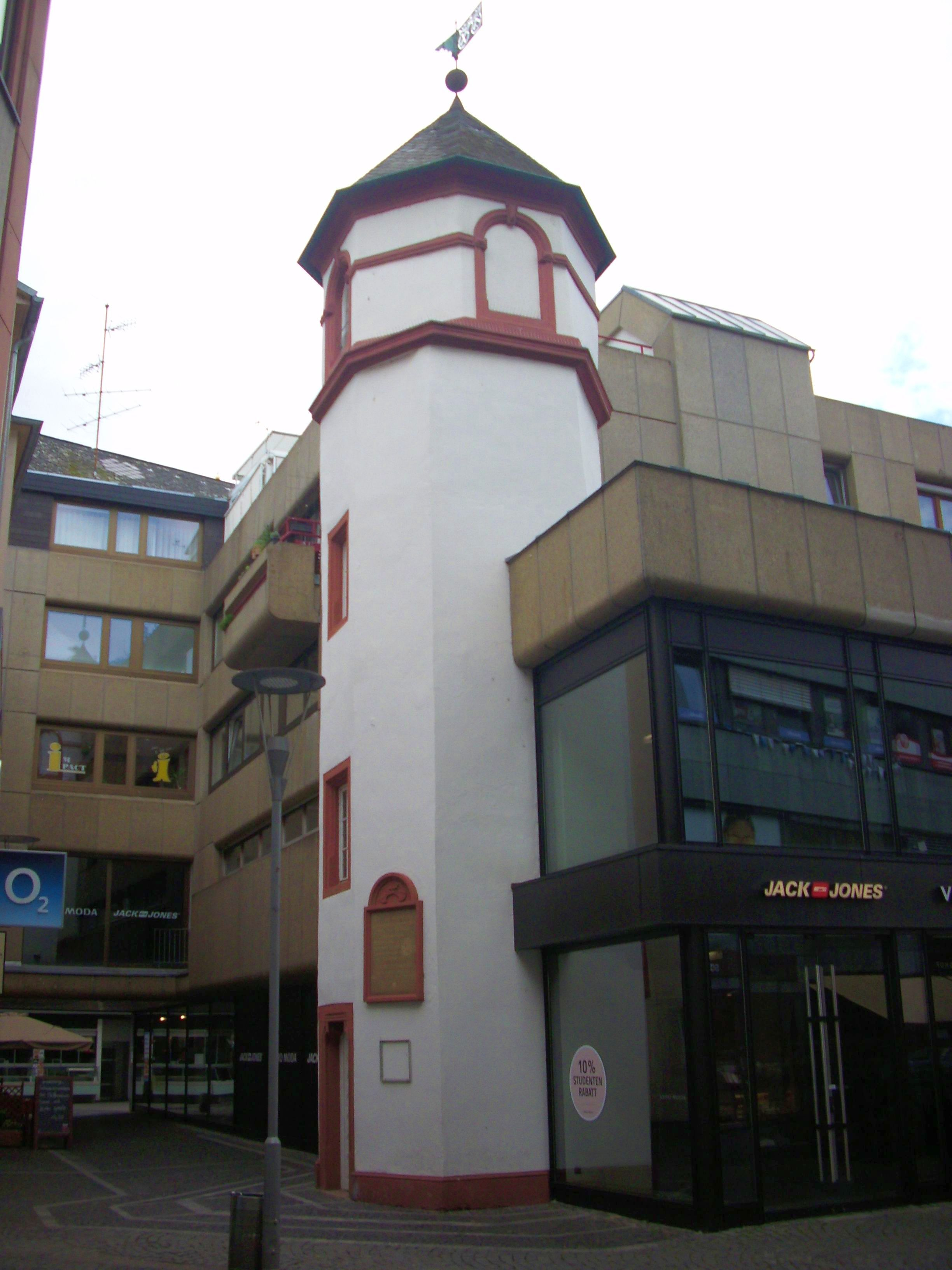
Treppenhausturm Humbrechthof

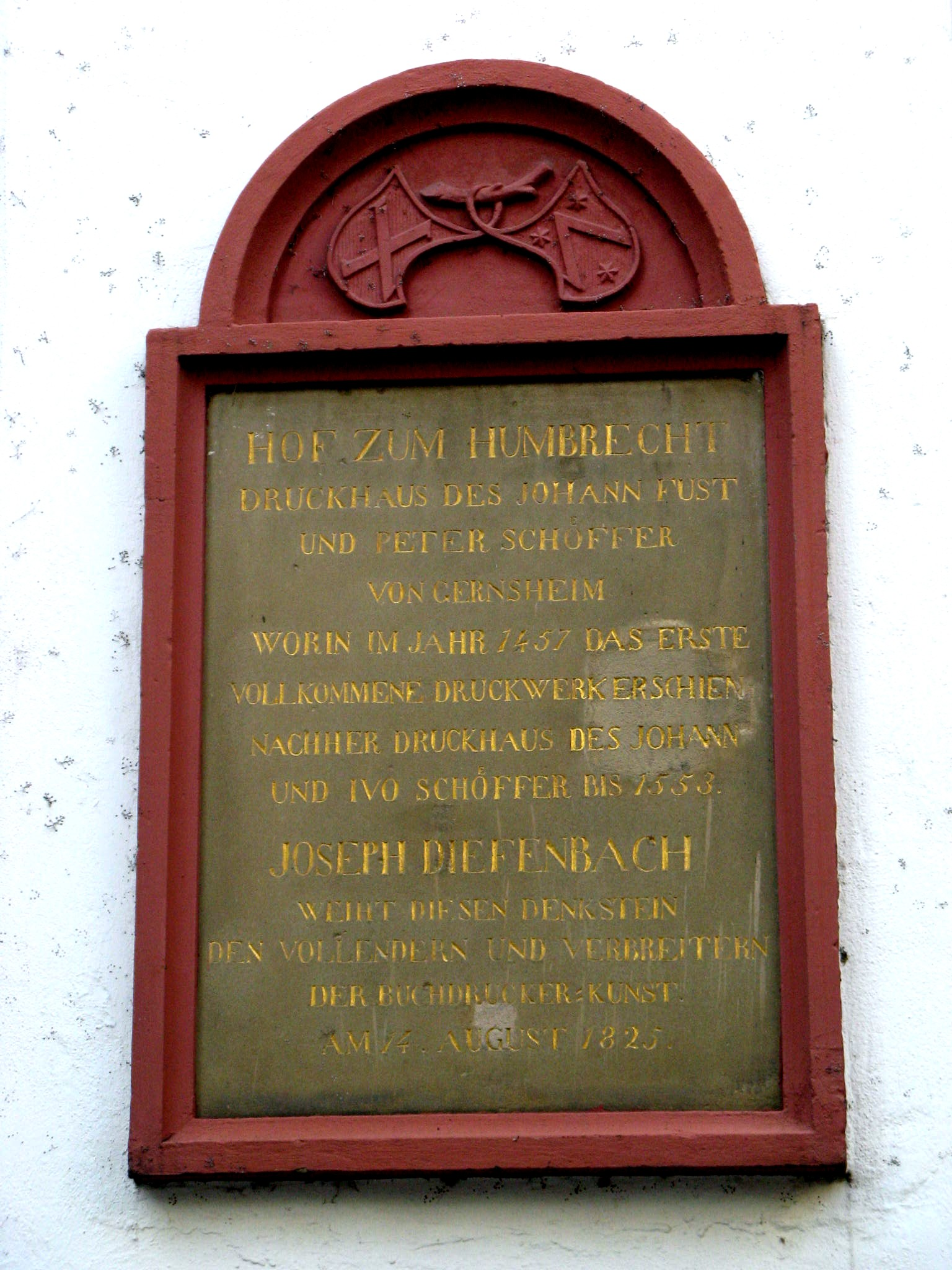
Gedenktafel am Treppenhausturm zum Humbrechthof

Vom Druckhaus ist heute nur noch der Treppenturm aus dem Jahr 1584 erhalten.
Am Treppenhausturm ist eine Tafel angebracht. Ihre Inschrift:
Hof zum Humbrecht
Druckhaus des Johann Fust und Peter Schöffer von Gernsheim
worin im Jahr 1457 das erste vollkommene Druckwerk erschien
nachher Druckhaus des Johann und Ivo Schöffer bis 1553.
Joseph Diefenbach weiht diesen Denkstein den Vollendern und Verbreitern der Buchdruck=Kunst.
Am 14. August 1825.
Koordinaten: 50° 0′ 1,2″ N, 8° 16′ 21,4″ O